# Pedro Calvo Asensio
Pedro Calvo Asensio (Mota del Marqués, 31 de enero de 1821-Madrid, 18 de septiembre de 1863) fue un político, farmacéutico, periodista y dramaturgo español.

## Vida personal y formación
Pedro Nolasco Calvo Asensio nació en Mota del Marqués el 31 de enero de 1821, hijo del labrador y procurador de los tribunales Leonardo Calvo Conejo y de su primera esposa, María Francisca Asensio de Cea. Tuvo varios hermanos, destacando Manuel Calvo, quien llegaría a ser bibliotecario del Congreso de los Diputados y oficial mayor de la secretaría del Congreso, además de que colaboró con su hermano Pedro en la redacción de La Iberia. Estudió Filosofía y Humanidades en la Universidad de Valladolid, y posteriormente se estableció en Madrid donde estudió Farmacia y Derecho, doctorándose en Farmacia.
Se casó con Ana María Posadas en junio de 1847, con quien tuvo dos hijos, Gonzalo (1848) y Teresa (1850). Se le consideró un esposo y padre ejemplar, por lo que sus hijos tomaron los dos apellidos de su padre (Calvo Asensio) en homenaje, al morir éste. 

## Periodismo
Fundó y dirigió el periódico El Cínife (1845), de corte satírico. Fundó en 1854, con Juan Ruiz del Cerro y Juan de la Rosa González y dirigió hasta su repentina muerte en 1863 La Iberia, publicación progresista desde cuyas páginas se prestó apoyo y cobertura a la peticiones de la Sociedad Económica Matritense que abogaban por una unión aduanera entre España y Portugal. El periódico se editaba diariamente excepto para los domingos. El periódico se convirtió por aquellos años en vocero del partido progresista y uno de los periódicos más importantes e influyentes de España, sobreviviendo a sus más acérrimos enemigos: los presidentes Narváez y O'Donell. El título del diario correspondía a la aspiración de alcanzar la 'unidad ibérica', es decir, la unión de España y Portugal.
Desde sus páginas se apoyó la Revolución de 1854 y la figura del Espartero para dirigir el Gobierno mientras que se atacaba a O'Donnell.
En 1863 La Iberia fue adquirido por Sagasta, junto con José Abascal, quien lo dirigió hasta junio de 1866, alcanzando su máxima difusión y sirviéndole para criticar al gobierno y preparar la Revolución de 1868.

## Política

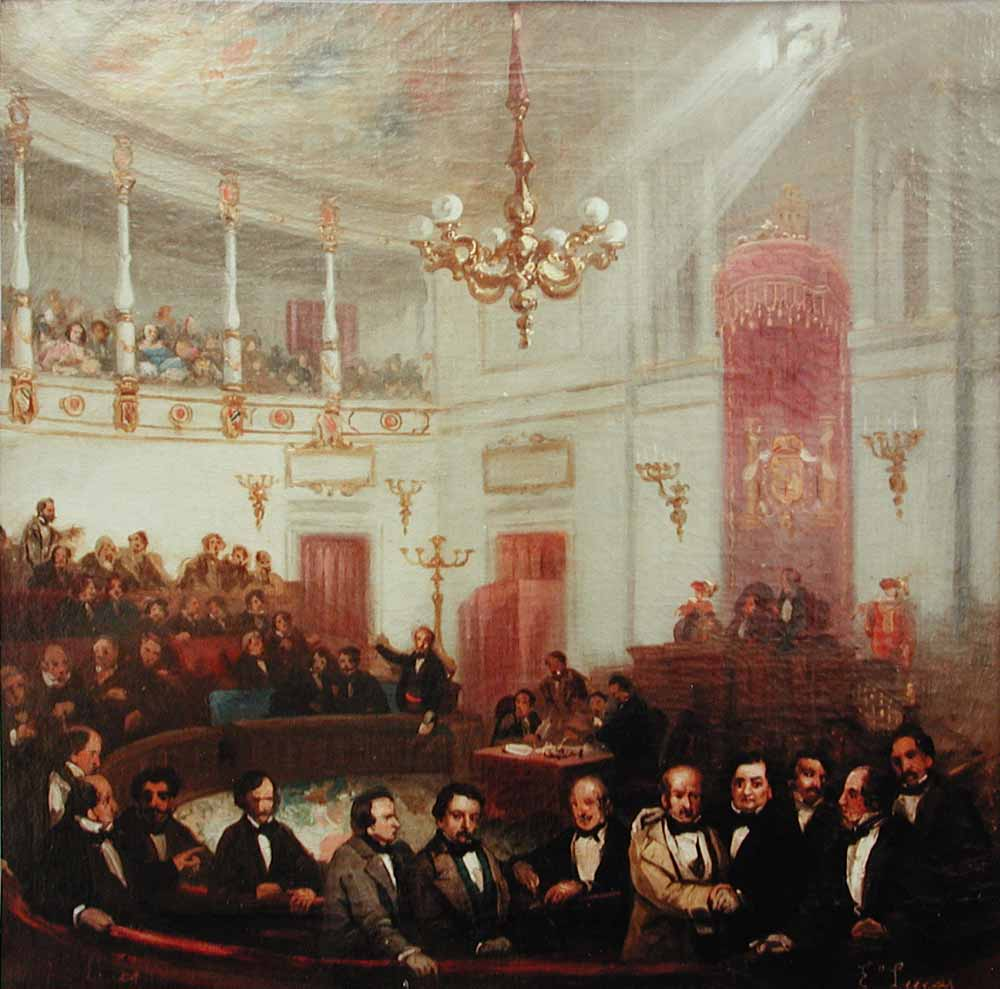
Escena parlamentaria en el Salón de Sesiones del Congreso de los Diputados (1855), de Eugenio Lucas Velázquez (Palacio de las Cortes). Pedro Calvo Asensio se encuentra en el centro de los personajes que figuran en primer planto (séptimo por la derecha).

Calvo Asensio empieza su frenética actividad política con el partido progresista en 1851 defendiendo a la clase profesional científica a través de El Restaurador Farmacéutico, hasta que estalla la revolución de junio de 1854, en la que Calvo se alista como voluntario para defender el distrito de Lavapiés y la Calle Ave María, Valencia y Primavera. Con el nuevo gobierno progresista, se le condecora con la Cruz de Carlos III, la de Isabel la Católica y otras, pero las rehúsa ya que entiende que su recompensa era suficiente con haber obtenido el cargo de diputado en 1854, por el mismo motivo rechaza ser Secretario del Consejo de Sanidad. A Calvo Asensio se le considera un progresista puro, entendiendo la diferencia entre esta facción del Partido Progresista que dirigía el mismo Calvo Asensio –ni más ni menos que junto a hombres como Sagasta y Fernández de los Ríos- y la que formaban los conocidos como progresistas resellados, que pasaron a engrosar las filas de la Unión Liberal en las Cortes Constituyentes convocadas en 1854. Los postulados ideológicos que sustenta Calvo Asensio se definen con absoluta claridad en su “Programa a los electores de Valladolid”, publicado en La Iberia el 12 de septiembre de 1854, que entraña un logrado equilibrio entre el respeto a valores tradicionales como los que en nuestro país encarna el catolicismo y el planteamiento de propuestas de notable modernidad, como la gratuidad de la instrucción pública en la etapa de la primera enseñanza y el establecimiento del jurado para el juicio de los delitos políticos. Años más tarde, en un artículo sin título cuya vigencia es reivindicable en nuestros días, publicado en La Iberia el 6 de septiembre de 1857, Calvo Asensio se despacharía muy a su sabor contra “los renegados de todos los partidos, los bifrontes políticos, los fariseos de toda gran idea” de cuya existencia solo hay que culpar a la sociedad que “los admite (...) en su seno, los galardona, los considera, los enaltece y los respeta”.
Como diputado en las Cortes Constituyentes de 1854, mostró grandes dotes oratorias, dos años después organizó en el Senado la coronación de Manuel José Quintana. Fue enemigo de O'Donnell, al que atacó en la prensa y en el parlamento, por lo que su periódico fue constantemente perseguido por éste y antes también por el general Narváez. Con el golpe de Estado del 56 del general O'Donell termina el bienio progresista de Espartero y el diputado Calvo Asensio se ve obligado a partir en un breve exilio a Francia junto con Sagasta. Al volver es elegido diputado en 1856 por la circunscripción de Madrid (distrito de Maravillas) y empieza a tomar el cargo de dirección en el Partido Progresista, en la oposición. Fue diputado hasta su muerte, acaecida en 1863.

## Pedro Calvo Asensio y Práxedes Mateo Sagasta
En los inicios políticos de Sagasta fue de vital importancia su amistad con Pedro Calvo Asensio con quien se conoció en el turbulento mes de mayo de 1848, durante las revoluciones de 1848 que en España se centraron en intentar derrocar al presidente conservador Narváez. Los dos fueron desde entonces buenos amigos y compañeros en el partido progresista, hasta el punto de debutar los dos como diputados en las mismas elecciones generales constituyentes de 1854. Sagasta por la provincia de Zamora y Calvo Asensio por Valladolid. Más tarde, en 1857, Sagasta se incorporó en la redacción del periódico La Iberia, de la mano de Pedro Calvo, su director, para más tarde, tras la muerte de Calvo Asensio, pasar a comprar sus acciones de La Iberia a su viuda y dirigir el periódico.

## Carrera como escritor y poeta

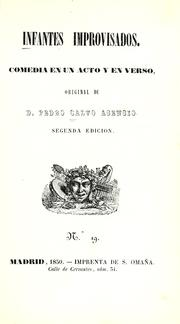
Portada de su comedia teatral Infantes improvisados, de 1847.

Calvo Asensio se prodigó en diversos géneros. Como poeta satírico y de circunstancias publicó obras como El eco de la libertad combatido por las bayonetas afrancesadas (1844) y poemas como Las cabriolas y las letras (1850). Como dramaturgo se adscribe al género del drama romántico, al que corresponden obras de tema histórico como La acción de Villalar - que se representó, como se puede leer en la cubierta de la edición de la imprenta de Repullés, “con extraordinaria aceptación en Madrid, en el teatro de Variedades, en mayo de 1844”- , o Fernán González y Segunda parte de Fernán González (1847), que publicó tres años más tarde conjuntamente con Juan de la Rosa. En su condición de cultivador de la sátira literaria, se conoce su actividad como fundador en 1845 de El Cínife, efímera publicación periódica cuyo subtítulo era: “Periódico de teatros y literatura, chismoso, punzante, superficial, bullicioso y casi insolente, pero... muy barato". Escribió otros dramas como La cuna no da la nobleza (1845). Su mejor obra de teatro es el drama Felipe el Prudente (1853), en la que, apartándose de la línea de sus contemporáneos, reivindica la memoria del denigrado monarca. Entre sus comedias se encuentran Los disfraces (1844), Valentina valentona (1846), Infantes improvisados (1847), La escala de la fortuna (1848), Ginesillo el aturdido (1849) y dos piezas compuestas con Juan de la Rosa, Los consejos de Tomás (1845) y La Estudiantina o El Diablo en Salamanca (1847).

## Farmacéutica
Tras cursar sus estudios de Farmacia en el Real Colegio de Farmacia de San Fernando (Madrid) y obtener el título de doctor en la Facultad de Farmacia en 1846, desempeñó una importantísima labor como periodista científico no solo corporativamente comprometido con las necesidades e inquietudes de sus compañeros directos de profesión, sino también con los profesionales de las demás ciencias médicas. Con este ánimo, funda en 1844 El Restaurador Farmacéutico, que fue el primer periódico exclusivamente farmacéutico de España. El periódico nació en el seno de la recién constituida Sociedad Farmacéutica de Socorros Mutuos, en la que vieron la luz obras científicas de la trascendencia del Tratado completo de Toxicología de Mateo Orfila, traducida del francés por el propio Calvo Asensio y publicada por entregas. Respondiendo al mismo estímulo, pero con una actitud marcadamente satírica, funda siete años más tarde La Linterna Médica. Periódico satírico de ciencias médicas, que se convirtió en el flagelo de los principales órganos de expresión de las doctrinas homeopáticas en España, El Duende Homeopático y El Centinela de la Homeopatía, hasta el punto de provocar polémicas y enfrentamientos que se sustanciaron jurídicamente y condujeron por fin al cierre de la publicación de Calvo Asensio por orden gubernamental. Desde su escaño parlamentario defendió el colectivo profesional de farmacéuticos y de otros profesionales de la medicina.
El diputado y farmacéutico Vicente Martín de Argenta le dedicó la introducción a una de sus obras, en 1862, reconociéndolo como uno de los grandes impulsores de la ciencia farmacéutica en España gracias a su periódico farmacéutico.

## Muerte y legado
Pedro Calvo murió en su casa del número 26 de la calle Fuencarral, el 18 de septiembre de 1863, a las 11:30 de la mañana a causa de una fiebre tifoidea que le mantuvo durante diez días en la cama hasta su final. Cogió la fiebre tifoidea precisamente un día después de su reunión en casa de Olózaga que había supuesto el triunfo de su tesis de retraimiento, por la que se decidió que el Partido Progresista no se presentaría a las elecciones generales, puesto que no había garantías de unas elecciones limpias y también por la persecución de la prensa y el derecho de reunión que había en ese momento.
Según autores como Carlos Rubio y otros testimonios del momento, con estos movimientos de Calvo Asensio, fue "el verdadero iniciador y la verdadera alma de la revolución española", refiriéndose a la revolución de 1868.
Julián Alonso Díez le dedicó un poema a su muerte titulado Poema consagrado a la memoria del malogrado D. Pedro Calvo Asensio. El escultor José Trelles realizó varios bustos en su recuerdo, para que sus incondicionales pudieran tenerlo en el recuerdo.
Pedro Calvo murió arruinado debido a la importante cantidad de multas que llegó a recibir su periódico La Iberia del Gobierno moderado de aquel tiempo, durante la década moderada. El malestar que provocaba el diario progresista motivó que se le impusieran estas multas sobre la base de la Ley de Prensa del momento. Es por este motivo por lo que, a su muerte, tanto el periódico La Iberia como los demás periódicos liberales del momento pidieron la condonación de las sanciones impuestas a la viuda de Calvo. El clamor mediático, político y popular tuvo efectos y efectivamente se le condonó la deuda a la viuda, con tal de que tuviera medios para subsistir. Calvo Asensio fue descrito por Galdós como “hombre tosco y valiente, inteligencia ruda [... y] voluntad de acero...” en su novela El doctor Centeno (1883), que a la vez describe parte de su vida y su multitudinario entierro en Madrid. El cortejo fúnebre durante su entierro que salió de la parroquia de San Luis, pasando por la Puerta del Sol y llegando hasta el cementerio de San Pedro, San Andrés y San Isidro fue presidido por Prim, Abascal, Madoz, Sagasta, Calatrava y Aguirre.
Se le ha dedicado una calle en Madrid y Valladolid, y en el 2001 se hizo una completa biografía de Calvo Asensio por Ojeda y Vallejo editado por el Ayuntamiento de Valladolid, en dos volúmenes.

## Calvo Asensio enFortunata y Jacinta(1886-1887) de Pérez Galdós
En los episodios 5 y 6 del capítulo noveno de la Primera Parte de la singular novela Fortunata y Jacinta, Galdós describe el talante de Calvo Asensio a través de los ojos y las vivencias de un exaltado (y hambriento) personaje, de nombre o mote “Izquierdo”, que desgrana su discurso ante otros dos compadres “Platón” y “El Tartera”, dignísimos representantes del llamado Cuarto Estado, que en la novela de Galdós describe a los más variopintos personajes de los miserables barrios bajos de Madrid. La acción, que da una idea de lo que el pueblo de Madrid pensaba de sus políticos, y transcurre dialogada en un grasiento ventorro de la Ronda, recoge encendidas proclamas del citado personaje, de este tenor:

Después me casé y fuimos viviendo tal cual. Pero cuando vino la jodía República, se me había muerto mi Dimetria, y yo no tenía qué comer; mejui a ver al señor de Pi, y le dije, digo: «Señor de Pi, aquí vengo sobre una colocación...» ¡Pa chasco! A cuenta que el hombre me debía de tener tirria, porque se remontó y dijo que él no tenía colocaciones. ¡Y un jodío portero me puso en la calle! ¡Re-contra-hostia! ¡Si viviera Calvo Asensio! ¡Aquél sí era un endividuo que sabía las comenencias, y el tratamiento de las personas verídicas. ¡Vaya un amigo que me perdí!  Toda la Inclusa era nuestra, y en tiempo electoral, ni Dios nos tosía, ni Dios, ¡hostia!... ¡Aquél sí, aquél sí!... A cuenta me cogía del brazo y nos entrábamos en un café, o en la taberna a tomar una angelita... Porque era muy llano y más liberal que la Virgen Santísima. ¡Pero estos de ahora? Es la que dice: ni liberales, ni republicanos, ni na. Mirosté a ese Pi... un mequetrefe. ¿Y Castelar?, otro mequetrefe. ¿Y Salmerón?, otro mequetrefe. ¿Roque Barcia?, mismamente. Luego, si es caso, vendrán a pedir que los ayudemos, ¿pero yo...? No me pienso menear; basta de yeciones. Si se hunde la República, que se hunda, si se hunde el jodío pueblo, ¡que se hunda también!
 Fortunata y Jacinta (Primera Parte)

## Obras
Poesía
- — (1844). El eco de la libertad combatido por las bayonetas afrancesadas. (Junto a Juan de la Rosa González).[9]

Teatro
- — (1844). La acción de Villalar.[10]
- — (1844). Los disfraces.[10]
- — (1844). La libertad en su trono. (junto con Juan de la Rosa y López Pelegrín).[10]
- — (1845). La cuna no da nobleza.[10]
- — (1845). Los consejos de Tomás. (junto con Juan de la Rosa).
- — (1846). Valentina valentona.
- — (1847). Fernán González.[10]
- — (1847). Infantes improvisados.
- — (1847). La Estudiantina o El Diablo en Salamanca. (junto con Juan de la Rosa).
- — (1848). La escala de la fortuna.
- — (1849). Ginesillo el aturdido.
- — (1853). Felipe el Prudente.